# 에두아르트 하이네
하인리히 에두아르트 하이네(독일어: Heinrich Eduard Heine IPA: [ˈhaɪnʁɪç ˈeːdu̯aʁt ˈhaɪnə], 1821년 3월 16일~1881년 10월 21일)는 독일의 수학자이다. 해석학에 공헌하였다.

## 생애
1821년 3월 16일 독일 베를린에서 태어났다. 아버니 카를 하이네(독일어: Karl Heine)는 은행가였고, 어머니는 헨리에테 메르텐스(독일어: Henriette Märtens)였다. 1838년에 베를린 훔볼트 대학교에 입학하였다. 곧 괴팅겐 대학교에 전학하여 카를 프리드리히 가우스의 강의를 수강하였다. 1840년에 베를린 훔볼트 대학교로 다시 전학하였고, 1842년에 박사 학위를 수여받았다. 이후 쾨니히스베르크 대학교에서 공부하였다. 1844년에 본 대학교로 가서 하빌리타치온을 획득하였고, 연구원(독일어: Privatdozent)이 되었으며, 1848년에 교수로 승진하였다. 1856년에 할레 대학교 교수가 되었다. 1881년 10월 21일에 작센안할트주 할레에서 사망하였다.

## 서적
- De aequationibus nonnullis differentialibus (Berlin, 1842)
- Handbuch der Kugelfunctionen (G. Reimer, Berlin, 1861)
- Handbuch der Kugelfunctionen, Theorie und Anwendungen (Volume 1) (2nd ed., G. Reimer, Berlin, 1878)
- Handbuch der Kugelfunctionen, Theorie und Anwendungen (Volume 2) (2nd ed., G. Reimer, Berlin, 1881)

## 같이 보기
- 코시-비네 공식
- 하이네-보렐 정리
- 하이네-칸토어 정리
- 연속 함수
- 함수의 극한